# Liste des cathédrales du Cap-Vert
Cet article recense les cathédrales du Cap-Vert.

## Liste
Cathédrales de l’Église catholique romaine :
- l’ancienne cathédrale Saint-Jacques de Cidade Velha (aujourd'hui en ruines) ;
- la pro-cathédrale Notre-Dame-de-Lumière (en) de Mindelo ;
- la pro-cathédrale Notre-Dame-de-Grâce de Praia.